# 542561 Ritajochen
542561 Ritajochen este o planetă minoră (asteroid) din centura de asteroizi. A fost descoperită pe 12 martie 2013 la  de Jost Jahn⁠(d). 
Obiectul prezintă o orbită caracterizată de o semiaxă mare de 2,57636689524 UAi, o excentricitate de 0,27159971357637, o înclinație de 14,319397119414 ° în raport cu ecliptica.